# Cavall Fort
Cavall Fort es una revista quincenal en lengua catalana destinada a niños y jóvenes fundada en 1961. Dirigida por Josep Tremoleda desde su creación, Albert Jané lo sustituyó en el cargo de 1979 a 1997 y, desde entonces, la directora es Mercè Canela.
Forma parte de la Associació Cultural Cavall Fort – Drac Màgic – Rialles, dedicada desde 1977 a la promoción y doblaje de películas infantiles y juveniles con el objetivo de incrementar la oferta cinematográfica y videográfica en catalán.

## Trayectoria
Cavall Fort se creó el año 1961 para estimular la lectura entre los chicos de 9 a 15 años, emulando la popular En Patufet, desaparecida al final de la década de 1930. Contaba con el patrocinio de los obispados de Vich, Gerona y Solsona, distribuyéndose a través de subscripción.
Desde 2008, el Grup de lectors de Cavall Fort (Grupo de lectores de Cavall Fort) organiza una fiesta en Vich para hacer un homenaje a la revista. Las dos primeras ediciones se realizaron el 12 de octubre. La edición de 2010 se realizará el 17 de octubre.

## Contenido
En sus más de 1000 números se han incluido cuentos, juegos, concursos, historietas y tiras cómicas y secciones diversas. Precisamente la revista destaca como introductora en Cataluña de los cómics franco-belgas de la denominada línea clara, obra de dibujantes como Hergé o Franquin. Josep Maria Madorell, colaborador de Cavall Fort desde los inicios, fue el mejor discípulo entre los ilustradores catalanes.
Por la revista han pasado los grandes nombres de la literatura catalana para niños y jóvenes (Joaquim Carbó, Josep Vallverdú, Pep Albanell) y para adultos (Salvador Espriu, Pere Calders, Maria Aurèlia Capmany, Montserrat Roig, Tísner), y también del mundo de la ilustración: entre los habituales, Cesc (encargado de hacer las portadas del número especial de Navidad), Picanyol, Fina Rifà, Pilarín Bayés, Maria Rius, Carme Solé, Montse Ginesta y el ya mencionado Madorell; esporádicamente, con colaboraciones de grandes firmas como Joan Miró, Antoni Clavé, Antoni Tàpies, Josep Maria Subirachs, Maria Girona, Joan Hernández Pijuan, Albert Ràfols-Casamada o Joan-Pere Viladecans.
Entre sus series destacan:
| Año  | Números | Título                        | Autoría            | Procedencia            |
| 1961 |         | Jep Sports Ltd.               | Madorell           |                        |
| 1961 |         | Quina Trepa                   | Jordi Pineda Bono  | Nueva                  |
| 1962 |         | Els Galifardeus               | Madorell           | Nueva                  |
| 1966 |         | El Jordi i la Núria           | Madorell           | Nueva                  |
| 1966 |         | El Nasi                       | Manel              | Nueva                  |
| 1967 |         | Els Cepats                    | Manel              | Nueva                  |
| 1967 |         | Las aventures d'en Pere Vidal | Madorell           | Nueva                  |
| 1967 |         | Els Barrufets                 | Peyo               | "Le Journal de Spirou" |
| 1969 |         | De Balaguer a Kum-Ram         | Maria Novell/Manel | Nueva                  |
| 1971 | 215/216 | Ot el Bruixot                 | Picanyol           | Nueva                  |
| 1989 |         | Sopars de Duro                | Picanyol           | Nueva                  |
| 1999 |         | El sac                        | Picanyol           | Nueva                  |
|      |         | Aquil·les Taló                | Greg               | "Pilote"               |
|      |         | Astèrix el gal                | Uderzo             | "Pilote"               |
|      |         | Benet Tallaferro              | Peyo               |                        |
|      |         | Lucky Luke                    | Morris             | "Le Journal de Spirou" |
|      |         | Gil Pupil·la                  | Tillieux           | "Le Journal de Spirou" |
|      |         | Jan i Trencapins              | Peyo               | "Le Journal de Spirou" |
|      |         | Philemon                      | Fred               | "Pilote"               |
|      |         | Espirú                        | Franquin           | "Le Journal de Spirou" |
|      |         | Sergi Grapes                  | Franquin           |                        |
|      |         | Sidral Bromeral               | Teresa Durán       | Nueva                  |
|      |         | El tinent Blueberry           | Giraud             | "Pilote"               |
|      |         | Tintín                        | Hergé              | "Tintín"               |